# Tour de l'Ain 2022
La 34e édition du Tour de l'Ain se déroule du 9 au 11 août 2022. La course fait partie du calendrier UCI Europe Tour 2022 en catégorie 2.1. Guillaume Martin de l'équipe Cofidis remporte cette édition.

## Présentation

### Parcours

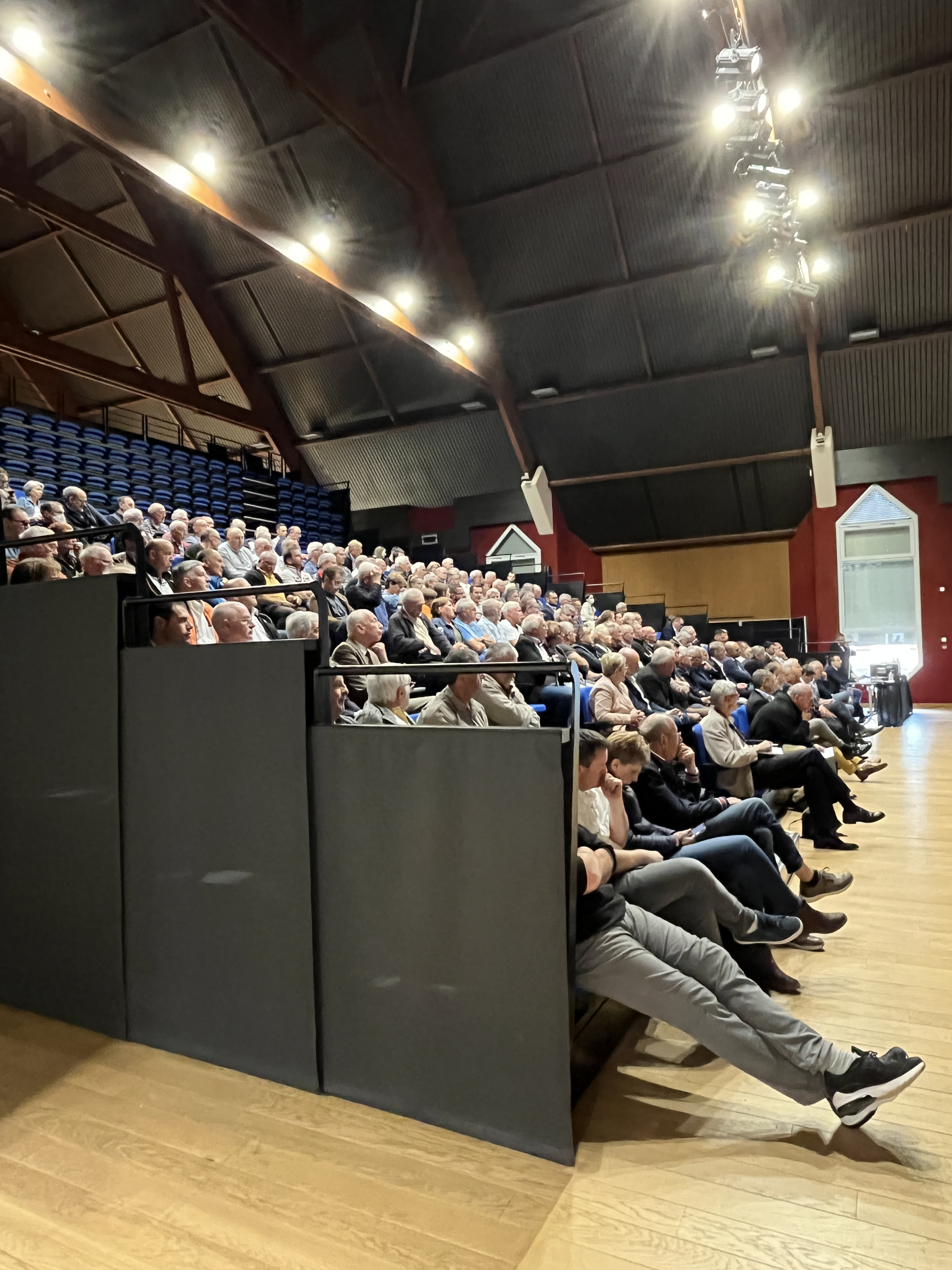
L'assistance lors de la présentation du parcours 2022.

Le parcours de l'édition 2022 est officiellement présentée le 5 mai 2022 au centre international des rencontres de Saint-Vulbas, en présence de plusieurs personnalités politiques ainsi que d'anciens coureurs dont Jean Dumont et Francis Rigon.

### Équipes
Classé en catégorie 2.1 de l'UCI Europe Tour, le Tour de l'Ain est par conséquent ouvert aux WorldTeams dans la limite de 50 % des équipes participantes, aux équipes continentales professionnelles, aux équipes continentales et aux équipes nationales.
| WorldTeams (9)- AG2R Citroën Team - Cofidis - EF Education-EasyPost - Groupama-FDJ - Lotto-Soudal - Movistar Team - Quick-Step Alpha Vinyl - Trek-Segafredo - UAE Team Emirates ProTeams (4)- Arkéa-Samsic - B&B Hotels-KTM - Eolo-Kometa - TotalEnergies Équipes continentales (6)- Go Sport-Roubaix Lille Métropole - Nice Métropole Côte d'Azur - Riwal - Saint Michel-Auber 93 - UC Nantes Atlantique - Astana Qazaqstan Development Team Équipe nationale- Allemagne espoirs |
| |

## Étapes
Le Tour de l'Ain est constitué de trois étapes en ligne :
| Étape     | Date    | Villes étapes                             | type                      | Distance (km) | Dénivelé (m) | Vainqueur d'étape | Leader du classement général |
| --------- | ------- | ----------------------------------------- | ------------------------- | ------------- | ------------ | ----------------- | ---------------------------- |
| 1re étape | 9 août  | Châtillon-sur-Chalaronne – Val-Revermont  | étape de plaine           | 150,9         | 1 210 m      | Jake Stewart      | Jake Stewart                 |
| 2e étape  | 10 août | Saint-Vulbas – Lagnieu                    | étape de moyenne montagne | 142,5         | 2 679 m      | Guillaume Martin  | Guillaume Martin             |
| 3e étape  | 11 août | Plateau d'Hauteville – station Monts Jura | étape de montagne         | 128,9         | 3 214 m      | Antonio Pedrero   | Guillaume Martin             |

## Déroulement de la course

### 1reétape
| \| Classement de l'étape \| Classement de l'étape \| Classement de l'étape \| Classement de l'étape \| Classement de l'étape \| \| Coureur \| Coureur \| Pays \| Équipe \| Temps \| \| --------------------- \| --------------------- \| --------------------- \| ------------------------ \| --------------------- \| \| 1er \| Jake Stewart \| Royaume-Uni \| Groupama-FDJ \| 3 h 19 min 45 s \| \| 2e \| Romain Cardis \| France \| Saint Michel-Auber 93 \| + 0 s \| \| 3e \| Stan Van Tricht \| Belgique \| Quick-Step Alpha Vinyl \| + 0 s \| \| 4e \| Geoffrey Soupe \| France \| TotalEnergies \| + 0 s \| \| 5e \| Axel Mariault \| France \| Team U Nantes Atlantique \| + 0 s \| \| 6e \| Mattias Skjelmose \| Danemark \| Trek-Segafredo \| + 0 s \| \| 7e \| Clément Venturini \| France \| AG2R Citroën Team \| + 0 s \| \| 8e \| Pierre-Pascal Keup \| Allemagne \| Team Lotto-Kern Haus \| + 0 s \| \| 9e \| Andrea Piccolo \| Italie \| EF Education-EasyPost \| + 0 s \| \| 10e \| Ryan Gibbons \| Afrique du Sud \| UAE Team Emirates \| + 0 s \| |                    |                |                          |                 |
| |                    |                |                          |                 |
| Sources : ProCyclingStats Cycling Archives |                    |                |                          |                 |
| Classement de l'étape |                    |                |                          |                 |
| Coureur | Coureur            | Pays           | Équipe                   | Temps           |
| 1er | Jake Stewart       | Royaume-Uni    | Groupama-FDJ             | 3 h 19 min 45 s |
| 2e | Romain Cardis      | France         | Saint Michel-Auber 93    | + 0 s           |
| 3e | Stan Van Tricht    | Belgique       | Quick-Step Alpha Vinyl   | + 0 s           |
| 4e | Geoffrey Soupe     | France         | TotalEnergies            | + 0 s           |
| 5e | Axel Mariault      | France         | Team U Nantes Atlantique | + 0 s           |
| 6e | Mattias Skjelmose  | Danemark       | Trek-Segafredo           | + 0 s           |
| 7e | Clément Venturini  | France         | AG2R Citroën Team        | + 0 s           |
| 8e | Pierre-Pascal Keup | Allemagne      | Team Lotto-Kern Haus     | + 0 s           |
| 9e | Andrea Piccolo     | Italie         | EF Education-EasyPost    | + 0 s           |
| 10e | Ryan Gibbons       | Afrique du Sud | UAE Team Emirates        | + 0 s           |

| \| Classement général \| Classement général \| Classement général \| Classement général \| Classement général \| \| Coureur \| Coureur \| Pays \| Équipe \| Temps \| \| ------------------ \| ------------------ \| ------------------ \| ------------------------ \| ------------------ \| \| 1er \| Jake Stewart \| Royaume-Uni \| Groupama-FDJ \| 3 h 19 min 35 s \| \| 2e \| Romain Cardis \| France \| Saint Michel-Auber 93 \| + 4 s \| \| 3e \| Stan Van Tricht \| Belgique \| Quick-Step Alpha Vinyl \| + 6 s \| \| 4e \| Geoffrey Soupe \| France \| TotalEnergies \| + 10 s \| \| 5e \| Axel Mariault \| France \| Team U Nantes Atlantique \| + 10 s \| \| 6e \| Mattias Skjelmose \| Danemark \| Trek-Segafredo \| + 10 s \| \| 7e \| Clément Venturini \| France \| AG2R Citroën Team \| + 10 s \| \| 8e \| Pierre-Pascal Keup \| Allemagne \| Team Lotto-Kern Haus \| + 10 s \| \| 9e \| Andrea Piccolo \| Italie \| EF Education-EasyPost \| + 10 s \| \| 10e \| Ryan Gibbons \| Afrique du Sud \| UAE Team Emirates \| + 10 s \| |                    |                |                          |                 |
| |                    |                |                          |                 |
| Sources : ProCyclingStats Cycling Archives |                    |                |                          |                 |
| Classement général |                    |                |                          |                 |
| Coureur | Coureur            | Pays           | Équipe                   | Temps           |
| 1er | Jake Stewart       | Royaume-Uni    | Groupama-FDJ             | 3 h 19 min 35 s |
| 2e | Romain Cardis      | France         | Saint Michel-Auber 93    | + 4 s           |
| 3e | Stan Van Tricht    | Belgique       | Quick-Step Alpha Vinyl   | + 6 s           |
| 4e | Geoffrey Soupe     | France         | TotalEnergies            | + 10 s          |
| 5e | Axel Mariault      | France         | Team U Nantes Atlantique | + 10 s          |
| 6e | Mattias Skjelmose  | Danemark       | Trek-Segafredo           | + 10 s          |
| 7e | Clément Venturini  | France         | AG2R Citroën Team        | + 10 s          |
| 8e | Pierre-Pascal Keup | Allemagne      | Team Lotto-Kern Haus     | + 10 s          |
| 9e | Andrea Piccolo     | Italie         | EF Education-EasyPost    | + 10 s          |
| 10e | Ryan Gibbons       | Afrique du Sud | UAE Team Emirates        | + 10 s          |

### 2eétape
| \| Classement de l'étape \| Classement de l'étape \| Classement de l'étape \| Classement de l'étape \| Classement de l'étape \| \| Coureur \| Coureur \| Pays \| Équipe \| Temps \| \| --------------------- \| --------------------- \| --------------------- \| ---------------------- \| --------------------- \| \| 1er \| Guillaume Martin \| France \| Cofidis \| 3 h 44 min 49 s \| \| 2e \| Mattias Skjelmose \| Danemark \| Trek-Segafredo \| + 2 s \| \| 3e \| Rudy Molard \| France \| Groupama-FDJ \| + 2 s \| \| 4e \| Mauri Vansevenant \| Belgique \| Quick-Step Alpha Vinyl \| + 2 s \| \| 5e \| Jaakko Hänninen \| Finlande \| AG2R Citroën Team \| + 2 s \| \| 6e \| Iván Sosa \| Colombie \| Movistar Team \| + 2 s \| \| 7e \| Sébastien Reichenbach \| Suisse \| Groupama-FDJ \| + 10 s \| \| 8e \| George Bennett \| Nouvelle-Zélande \| UAE Team Emirates \| + 44 s \| \| 9e \| Julian Alaphilippe \| France \| Quick-Step Alpha Vinyl \| + 1 min 11 s \| \| 10e \| Geoffrey Bouchard \| France \| AG2R Citroën Team \| + 1 min 23 s \| |                       |                  |                        |                 |
| |                       |                  |                        |                 |
| Sources : ProCyclingStats Cycling Archives |                       |                  |                        |                 |
| Classement de l'étape |                       |                  |                        |                 |
| Coureur | Coureur               | Pays             | Équipe                 | Temps           |
| 1er | Guillaume Martin      | France           | Cofidis                | 3 h 44 min 49 s |
| 2e | Mattias Skjelmose     | Danemark         | Trek-Segafredo         | + 2 s           |
| 3e | Rudy Molard           | France           | Groupama-FDJ           | + 2 s           |
| 4e | Mauri Vansevenant     | Belgique         | Quick-Step Alpha Vinyl | + 2 s           |
| 5e | Jaakko Hänninen       | Finlande         | AG2R Citroën Team      | + 2 s           |
| 6e | Iván Sosa             | Colombie         | Movistar Team          | + 2 s           |
| 7e | Sébastien Reichenbach | Suisse           | Groupama-FDJ           | + 10 s          |
| 8e | George Bennett        | Nouvelle-Zélande | UAE Team Emirates      | + 44 s          |
| 9e | Julian Alaphilippe    | France           | Quick-Step Alpha Vinyl | + 1 min 11 s    |
| 10e | Geoffrey Bouchard     | France           | AG2R Citroën Team      | + 1 min 23 s    |

| \| Classement général \| Classement général \| Classement général \| Classement général \| Classement général \| \| Coureur \| Coureur \| Pays \| Équipe \| Temps \| \| ------------------ \| --------------------- \| ------------------ \| ---------------------- \| ------------------ \| \| 1er \| Guillaume Martin \| France \| Cofidis \| 7 h 04 min 24 s \| \| 2e \| Mattias Skjelmose \| Danemark \| Trek-Segafredo \| + 6 s \| \| 3e \| Rudy Molard \| France \| Groupama-FDJ \| + 8 s \| \| 4e \| Mauri Vansevenant \| Belgique \| Quick-Step Alpha Vinyl \| + 12 s \| \| 5e \| Iván Sosa \| Colombie \| Movistar Team \| + 12 s \| \| 6e \| Jaakko Hänninen \| Finlande \| AG2R Citroën Team \| + 12 s \| \| 7e \| Sébastien Reichenbach \| Suisse \| Groupama-FDJ \| + 20 s \| \| 8e \| George Bennett \| Nouvelle-Zélande \| UAE Team Emirates \| + 54 s \| \| 9e \| Julian Alaphilippe \| France \| Quick-Step Alpha Vinyl \| + 1 min 21 s \| \| 10e \| Gianluca Brambilla \| Italie \| Trek-Segafredo \| + 1 min 33 s \| |                       |                  |                        |                 |
| |                       |                  |                        |                 |
| Sources : ProCyclingStats Cycling Archives |                       |                  |                        |                 |
| Classement général |                       |                  |                        |                 |
| Coureur | Coureur               | Pays             | Équipe                 | Temps           |
| 1er | Guillaume Martin      | France           | Cofidis                | 7 h 04 min 24 s |
| 2e | Mattias Skjelmose     | Danemark         | Trek-Segafredo         | + 6 s           |
| 3e | Rudy Molard           | France           | Groupama-FDJ           | + 8 s           |
| 4e | Mauri Vansevenant     | Belgique         | Quick-Step Alpha Vinyl | + 12 s          |
| 5e | Iván Sosa             | Colombie         | Movistar Team          | + 12 s          |
| 6e | Jaakko Hänninen       | Finlande         | AG2R Citroën Team      | + 12 s          |
| 7e | Sébastien Reichenbach | Suisse           | Groupama-FDJ           | + 20 s          |
| 8e | George Bennett        | Nouvelle-Zélande | UAE Team Emirates      | + 54 s          |
| 9e | Julian Alaphilippe    | France           | Quick-Step Alpha Vinyl | + 1 min 21 s    |
| 10e | Gianluca Brambilla    | Italie           | Trek-Segafredo         | + 1 min 33 s    |

### 3eétape
| \| Classement de l'étape \| Classement de l'étape \| Classement de l'étape \| Classement de l'étape \| Classement de l'étape \| \| Coureur \| Coureur \| Pays \| Équipe \| Temps \| \| --------------------- \| ---------------------- \| --------------------- \| --------------------- \| --------------------- \| \| 1er \| Antonio Pedrero \| Espagne \| Movistar Team \| 3 h 28 min 40 s \| \| 2e \| Harry Sweeny \| Australie \| Lotto-Soudal \| + 1 min 18 s \| \| 3e \| George Bennett \| Nouvelle-Zélande \| UAE Team Emirates \| + 1 min 18 s \| \| 4e \| Mattias Skjelmose \| Danemark \| Trek-Segafredo \| + 1 min 39 s \| \| 5e \| Rudy Molard \| France \| Groupama-FDJ \| + 1 min 39 s \| \| 6e \| Sébastien Reichenbach \| Suisse \| Groupama-FDJ \| + 1 min 39 s \| \| 7e \| Guillaume Martin \| France \| Cofidis \| + 1 min 39 s \| \| 8e \| Jaakko Hänninen \| Finlande \| AG2R Citroën Team \| + 1 min 39 s \| \| 9e \| Valentin Paret-Peintre \| France \| AG2R Citroën Team \| + 1 min 58 s \| \| 10e \| Rémy Rochas \| France \| Cofidis \| + 3 min 21 s \| |                        |                  |                   |                 |
| |                        |                  |                   |                 |
| Sources : ProCyclingStats Cycling Archives |                        |                  |                   |                 |
| Classement de l'étape |                        |                  |                   |                 |
| Coureur | Coureur                | Pays             | Équipe            | Temps           |
| 1er | Antonio Pedrero        | Espagne          | Movistar Team     | 3 h 28 min 40 s |
| 2e | Harry Sweeny           | Australie        | Lotto-Soudal      | + 1 min 18 s    |
| 3e | George Bennett         | Nouvelle-Zélande | UAE Team Emirates | + 1 min 18 s    |
| 4e | Mattias Skjelmose      | Danemark         | Trek-Segafredo    | + 1 min 39 s    |
| 5e | Rudy Molard            | France           | Groupama-FDJ      | + 1 min 39 s    |
| 6e | Sébastien Reichenbach  | Suisse           | Groupama-FDJ      | + 1 min 39 s    |
| 7e | Guillaume Martin       | France           | Cofidis           | + 1 min 39 s    |
| 8e | Jaakko Hänninen        | Finlande         | AG2R Citroën Team | + 1 min 39 s    |
| 9e | Valentin Paret-Peintre | France           | AG2R Citroën Team | + 1 min 58 s    |
| 10e | Rémy Rochas            | France           | Cofidis           | + 3 min 21 s    |

## Classements finals

### Classement général
| \| Classement général \| Classement général \| Classement général \| Classement général \| Classement général \| \| Coureur \| Coureur \| Pays \| Équipe \| Temps \| \| ------------------ \| --------------------- \| ------------------ \| ---------------------- \| ------------------ \| \| 1er \| Guillaume Martin \| France \| Cofidis \| 10 h 34 min 43 s \| \| 2e \| Mattias Skjelmose \| Danemark \| Trek-Segafredo \| + 6 s \| \| 3e \| Rudy Molard \| France \| Groupama-FDJ \| + 8 s \| \| 4e \| Jaakko Hänninen \| Finlande \| AG2R Citroën Team \| + 12 s \| \| 5e \| Antonio Pedrero \| Espagne \| Movistar Team \| + 17 s \| \| 6e \| Sébastien Reichenbach \| Suisse \| Groupama-FDJ \| + 20 s \| \| 7e \| George Bennett \| Nouvelle-Zélande \| UAE Team Emirates \| + 29 s \| \| 8e \| Mauri Vansevenant \| Belgique \| Quick-Step Alpha Vinyl \| + 1 min 54 s \| \| 9e \| Gianluca Brambilla \| Italie \| Trek-Segafredo \| + 3 min 15 s \| \| 10e \| Anthony Delaplace \| France \| Arkéa-Samsic \| + 3 min 15 s \| |                       |                  |                        |                  |
| |                       |                  |                        |                  |
| Sources : ProCyclingStats Cycling Quotient Cycling Archives |                       |                  |                        |                  |
| Classement général |                       |                  |                        |                  |
| Coureur | Coureur               | Pays             | Équipe                 | Temps            |
| 1er | Guillaume Martin      | France           | Cofidis                | 10 h 34 min 43 s |
| 2e | Mattias Skjelmose     | Danemark         | Trek-Segafredo         | + 6 s            |
| 3e | Rudy Molard           | France           | Groupama-FDJ           | + 8 s            |
| 4e | Jaakko Hänninen       | Finlande         | AG2R Citroën Team      | + 12 s           |
| 5e | Antonio Pedrero       | Espagne          | Movistar Team          | + 17 s           |
| 6e | Sébastien Reichenbach | Suisse           | Groupama-FDJ           | + 20 s           |
| 7e | George Bennett        | Nouvelle-Zélande | UAE Team Emirates      | + 29 s           |
| 8e | Mauri Vansevenant     | Belgique         | Quick-Step Alpha Vinyl | + 1 min 54 s     |
| 9e | Gianluca Brambilla    | Italie           | Trek-Segafredo         | + 3 min 15 s     |
| 10e | Anthony Delaplace     | France           | Arkéa-Samsic           | + 3 min 15 s     |

### Classements annexes
| Classement par points | Classement par points | Classement par points | Classement par points | Classement par points |
| Coureur               | Coureur               | Pays                  | Équipe                | Points                |
| --------------------- | --------------------- | --------------------- | --------------------- | --------------------- |
| 1er                   | Mattias Skjelmose     | Danemark              | Trek-Segafredo        | 44 pts                |
| 2e                    | Guillaume Martin      | France                | Cofidis               | 34 pts                |
| 3e                    | Rudy Molard           | France                | Groupama-FDJ          | 28 pts                |
| 4e                    | Antonio Pedrero       | Espagne               | Movistar Team         | 25 pts                |
| 5e                    | Jake Stewart          | Royaume-Uni           | Groupama-FDJ          | 25 pts                |
| 6e                    | George Bennett        | Nouvelle-Zélande      | UAE Team Emirates     | 24 pts                |
| 7e                    | Jaakko Hänninen       | Finlande              | AG2R Citroën Team     | 20 pts                |
| 8e                    | Harry Sweeny          | Australie             | Lotto-Soudal          | 20 pts                |
| 9e                    | Romain Cardis         | France                | Saint Michel-Auber 93 | 20 pts                |
| 10e                   | Sébastien Reichenbach | Suisse                | Groupama-FDJ          | 19 pts                |

| Classement par points | Classement par points | Classement par points | Classement par points | Classement par points |
| Coureur               | Coureur               | Pays                  | Équipe                | Points                |
| --------------------- | --------------------- | --------------------- | --------------------- | --------------------- |
| 1er                   | Mattias Skjelmose     | Danemark              | Trek-Segafredo        | 44 pts                |
| 2e                    | Guillaume Martin      | France                | Cofidis               | 34 pts                |
| 3e                    | Rudy Molard           | France                | Groupama-FDJ          | 28 pts                |
| 4e                    | Antonio Pedrero       | Espagne               | Movistar Team         | 25 pts                |
| 5e                    | Jake Stewart          | Royaume-Uni           | Groupama-FDJ          | 25 pts                |
| 6e                    | George Bennett        | Nouvelle-Zélande      | UAE Team Emirates     | 24 pts                |
| 7e                    | Jaakko Hänninen       | Finlande              | AG2R Citroën Team     | 20 pts                |
| 8e                    | Harry Sweeny          | Australie             | Lotto-Soudal          | 20 pts                |
| 9e                    | Romain Cardis         | France                | Saint Michel-Auber 93 | 20 pts                |
| 10e                   | Sébastien Reichenbach | Suisse                | Groupama-FDJ          | 19 pts                |

| Classement de la montagne | Classement de la montagne | Classement de la montagne | Classement de la montagne | Classement de la montagne |
| Coureur                   | Coureur                   | Pays                      | Équipe                    | Points                    |
| ------------------------- | ------------------------- | ------------------------- | ------------------------- | ------------------------- |
| 1er                       | Hannes Wilksch            | Allemagne                 | Development Team DSM      | 42 pts                    |
| 2e                        | Antonio Pedrero           | Espagne                   | Movistar Team             | 33 pts                    |
| 3e                        | Louis Richard             | France                    | Team U Nantes Atlantique  | 25 pts                    |
| 4e                        | Julian Alaphilippe        | France                    | Quick-Step Alpha Vinyl    | 23 pts                    |
| 5e                        | Mattias Skjelmose         | Danemark                  | Trek-Segafredo            | 18 pts                    |
| 6e                        | George Bennett            | Nouvelle-Zélande          | UAE Team Emirates         | 16 pts                    |
| 7e                        | Rémy Rochas               | France                    | Cofidis                   | 10 pts                    |
| 8e                        | Iván Sosa                 | Colombie                  | Movistar Team             | 10 pts                    |
| 9e                        | Guillaume Martin          | France                    | Cofidis                   | 9 pts                     |
| 10e                       | Stefan Bissegger          | Suisse                    | EF Education-EasyPost     | 8 pts                     |

| Classement de la montagne | Classement de la montagne | Classement de la montagne | Classement de la montagne | Classement de la montagne |
| Coureur                   | Coureur                   | Pays                      | Équipe                    | Points                    |
| ------------------------- | ------------------------- | ------------------------- | ------------------------- | ------------------------- |
| 1er                       | Hannes Wilksch            | Allemagne                 | Development Team DSM      | 42 pts                    |
| 2e                        | Antonio Pedrero           | Espagne                   | Movistar Team             | 33 pts                    |
| 3e                        | Louis Richard             | France                    | Team U Nantes Atlantique  | 25 pts                    |
| 4e                        | Julian Alaphilippe        | France                    | Quick-Step Alpha Vinyl    | 23 pts                    |
| 5e                        | Mattias Skjelmose         | Danemark                  | Trek-Segafredo            | 18 pts                    |
| 6e                        | George Bennett            | Nouvelle-Zélande          | UAE Team Emirates         | 16 pts                    |
| 7e                        | Rémy Rochas               | France                    | Cofidis                   | 10 pts                    |
| 8e                        | Iván Sosa                 | Colombie                  | Movistar Team             | 10 pts                    |
| 9e                        | Guillaume Martin          | France                    | Cofidis                   | 9 pts                     |
| 10e                       | Stefan Bissegger          | Suisse                    | EF Education-EasyPost     | 8 pts                     |

| Classement du meilleur jeune | Classement du meilleur jeune | Classement du meilleur jeune | Classement du meilleur jeune      | Classement du meilleur jeune |
| Coureur                      | Coureur                      | Pays                         | Équipe                            | Temps                        |
| ---------------------------- | ---------------------------- | ---------------------------- | --------------------------------- | ---------------------------- |
| 1er                          | Mattias Skjelmose            | Danemark                     | Trek-Segafredo                    | 10 h 34 min 49 s             |
| 2e                           | Mauri Vansevenant            | Belgique                     | Quick-Step Alpha Vinyl            | + 1 min 48 s                 |
| 3e                           | Alessandro Fancellu          | Italie                       | Eolo-Kometa                       | + 4 min 56 s                 |
| 4e                           | Jordan Jegat                 | France                       | Team U Nantes Atlantique          | + 8 min 37 s                 |
| 5e                           | Nicolas Vinokourov           | Kazakhstan                   | Astana Qazaqstan Development Team | + 8 min 50 s                 |
| 6e                           | Hannes Wilksch               | Allemagne                    | Development Team DSM              | + 12 min 10 s                |
| 7e                           | Maxime Chevalier             | France                       | B&B Hotels-KTM                    | + 14 min 19 s                |
| 8e                           | Maximilien Juillard          | France                       | Go Sport-Roubaix Lille Métropole  | + 15 min 30 s                |
| 9e                           | Ben Healy                    | Irlande                      | EF Education-EasyPost             | + 15 min 41 s                |
| 10e                          | Valentin Paret-Peintre       | France                       | AG2R Citroën Team                 | + 20 min 05 s                |

| Classement du meilleur jeune | Classement du meilleur jeune | Classement du meilleur jeune | Classement du meilleur jeune      | Classement du meilleur jeune |
| Coureur                      | Coureur                      | Pays                         | Équipe                            | Temps                        |
| ---------------------------- | ---------------------------- | ---------------------------- | --------------------------------- | ---------------------------- |
| 1er                          | Mattias Skjelmose            | Danemark                     | Trek-Segafredo                    | 10 h 34 min 49 s             |
| 2e                           | Mauri Vansevenant            | Belgique                     | Quick-Step Alpha Vinyl            | + 1 min 48 s                 |
| 3e                           | Alessandro Fancellu          | Italie                       | Eolo-Kometa                       | + 4 min 56 s                 |
| 4e                           | Jordan Jegat                 | France                       | Team U Nantes Atlantique          | + 8 min 37 s                 |
| 5e                           | Nicolas Vinokourov           | Kazakhstan                   | Astana Qazaqstan Development Team | + 8 min 50 s                 |
| 6e                           | Hannes Wilksch               | Allemagne                    | Development Team DSM              | + 12 min 10 s                |
| 7e                           | Maxime Chevalier             | France                       | B&B Hotels-KTM                    | + 14 min 19 s                |
| 8e                           | Maximilien Juillard          | France                       | Go Sport-Roubaix Lille Métropole  | + 15 min 30 s                |
| 9e                           | Ben Healy                    | Irlande                      | EF Education-EasyPost             | + 15 min 41 s                |
| 10e                          | Valentin Paret-Peintre       | France                       | AG2R Citroën Team                 | + 20 min 05 s                |

| Classement par équipes | Classement par équipes | Classement par équipes | Classement par équipes |
| Équipe                 | Équipe                 | Pays                   | Temps                  |
| ---------------------- | ---------------------- | ---------------------- | ---------------------- |
| 1re                    | Trek-Segafredo         | États-Unis             | 31 h 52 min 46 s       |
| 2e                     | AG2R Citroën Team      | France                 | + 1 min 42 s           |
| 3e                     | Groupama-FDJ           | France                 | + 7 min 38 s           |
| 4e                     | Cofidis                | France                 | + 9 min 55 s           |
| 5e                     | Quick-Step Alpha Vinyl | Belgique               | + 17 min 25 s          |
| 6e                     | UC Nantes Atlantique   | France                 | + 19 min 12 s          |
| 7e                     | Movistar Team          | Espagne                | + 21 min 27 s          |
| 8e                     | Arkéa-Samsic           | France                 | + 21 min 28 s          |
| 9e                     | TotalEnergies          | France                 | + 29 min 06 s          |
| 10e                    | Lotto-Soudal           | Belgique               | + 30 min 40 s          |

| Classement par équipes | Classement par équipes | Classement par équipes | Classement par équipes |
| Équipe                 | Équipe                 | Pays                   | Temps                  |
| ---------------------- | ---------------------- | ---------------------- | ---------------------- |
| 1re                    | Trek-Segafredo         | États-Unis             | 31 h 52 min 46 s       |
| 2e                     | AG2R Citroën Team      | France                 | + 1 min 42 s           |
| 3e                     | Groupama-FDJ           | France                 | + 7 min 38 s           |
| 4e                     | Cofidis                | France                 | + 9 min 55 s           |
| 5e                     | Quick-Step Alpha Vinyl | Belgique               | + 17 min 25 s          |
| 6e                     | UC Nantes Atlantique   | France                 | + 19 min 12 s          |
| 7e                     | Movistar Team          | Espagne                | + 21 min 27 s          |
| 8e                     | Arkéa-Samsic           | France                 | + 21 min 28 s          |
| 9e                     | TotalEnergies          | France                 | + 29 min 06 s          |
| 10e                    | Lotto-Soudal           | Belgique               | + 30 min 40 s          |

### Classements UCI
La course attribue le même nombre de points pour l'UCI Europe Tour 2022 et le Classement mondial UCI (pour tous les coureurs).

## Évolution des classements
| Étape              |                           | Vainqueur _      | Classement général | Classement par points | Meilleur grimpeur | Meilleur jeune    | Super-combatif     | Meilleure équipe       |
| ------------------ | ------------------------- | ---------------- | ------------------ | --------------------- | ----------------- | ----------------- | ------------------ | ---------------------- |
| 1re étape          | étape de plaine           | Jake Stewart     | Jake Stewart       | Jake Stewart          | George Bennett    | Jake Stewart      | Stefan Bissegger   | Quick-Step Alpha Vinyl |
| 2e étape           | étape de moyenne montagne | Guillaume Martin | Guillaume Martin   | Mattias Skjelmose     | Hannes Wilksch    | Mattias Skjelmose | Louis Richard      | Quick-Step Alpha Vinyl |
| 3e étape           | étape de montagne         | Antonio Pedrero  | Guillaume Martin   | Mattias Skjelmose     | Hannes Wilksch    | Mattias Skjelmose | Antonio Pedrero    | Trek-Segafredo         |
| Classements finals | Classements finals        |                  | Guillaume Martin   | Mattias Skjelmose     | Hannes Wilksch    | Mattias Skjelmose | Julian Alaphilippe | Trek-Segafredo         |

## Liste des participants
| Légende                             | Légende                                                                                                  | Légende                                | Légende                                                                                                  |
| ----------------------------------- | --- | -------------------------------------- | --- |
| Num                                 | Dossard de départ porté par le coureur sur ce Tour de l'Ain                                              | Pos                                    | Position finale au classement général                                                                    |
| Leader du classement général        | Indique le vainqueur du classement général                                                               | Leader du classement par points        | Indique le vainqueur du classement par points                                                            |
| Leader du classement de la montagne | Indique le vainqueur du classement de la montagne                                                        | Leader du classement du meilleur jeune | Indique le vainqueur du classement du meilleur jeune                                                     |
|                                     | Indique un maillot de champion national ou mondial, suivi de sa spécialité                               | #                                      | Indique la meilleure équipe                                                                              |
| NP                                  | Indique un coureur qui n'a pas pris le départ d'une étape, suivi du numéro de l'étape où il s'est retiré | AB                                     | Indique un coureur qui n'a pas terminé une étape, suivi du numéro de l'étape où il s'est retiré          |
| HD                                  | Indique un coureur qui a terminé une étape hors des délais, suivi du numéro de l'étape                   | *                                      | Indique un coureur en lice pour le classement du meilleur jeune (coureurs nés après le 1er janvier 1997) |

| Lotto-Soudal LTS | Lotto-Soudal LTS        | Lotto-Soudal LTS |
| ---------------- | ----------------------- | ---------------- |
| Num              | Coureur                 | Pos              |
| 1                | Filippo Conca (ITA)     | 14e              |
| 2                | Sylvain Moniquet (BEL)  | AB-3             |
| 3                | Harry Sweeny (AUS)      | 21e              |
| 4                | Harm Vanhoucke (BEL)    | 57e              |
| 5                | Viktor Verschaeve (BEL) | 75e              |
| 6                | Tim Wellens (BEL)       | AB-3             |

| AG2R Citroën Team ACT | AG2R Citroën Team ACT        | AG2R Citroën Team ACT |
| --------------------- | ---------------------------- | --------------------- |
| Num                   | Coureur                      | Pos                   |
| 11                    | Geoffrey Bouchard (FRA)      | AB-3                  |
| 12                    | Lilian Calmejane (FRA)       | 18e                   |
| 13                    | Jaakko Hänninen (FIN)        | 4e                    |
| 14                    | Valentin Paret-Peintre (FRA) | 42e                   |
| 15                    | Nicolas Prodhomme (FRA)      | 41e                   |
| 16                    | Clément Venturini (FRA)      | 31e                   |

| Cofidis COF | Cofidis COF            | Cofidis COF |
| ----------- | ---------------------- | ----------- |
| Num         | Coureur                | Pos         |
| 21          | Guillaume Martin (FRA) | 1er         |
| 22          | Sander Armée (BEL)     | 80e         |
| 23          | François Bidard (FRA)  | 44e         |
| 24          | Rubén Fernández (ESP)  | 50e         |
| 25          | Jesús Herrada (ESP)    | 39e         |
| 26          | Rémy Rochas (FRA)      | 11e         |

| EF Education-EasyPost EFE | EF Education-EasyPost EFE  | EF Education-EasyPost EFE |
| ------------------------- | -------------------------- | ------------------------- |
| Num                       | Coureur                    | Pos                       |
| 31                        | Stefan Bissegger (SUI)     | 76e                       |
| 32                        | Odd Christian Eiking (NOR) | 24e                       |
| 33                        | Ben Healy (IRL)            | 30e                       |
| 34                        | Andrea Piccolo (ITA)       | 51e                       |
| 36                        | Julius van den Berg (NED)  | 77e                       |

| Groupama-FDJ GFC | Groupama-FDJ GFC            | Groupama-FDJ GFC |
| ---------------- | --------------------------- | ---------------- |
| Num              | Coureur                     | Pos              |
| 41               | Clément Davy (FRA)          | 86e              |
| 42               | Fabian Lienhard (SUI)       | 81e              |
| 43               | Rudy Molard (FRA)           | 3e               |
| 44               | Sébastien Reichenbach (SUI) | 6e               |
| 45               | Jake Stewart (GBR)          | 58e              |
| 46               | Lars van den Berg (NED)     | 37e              |

| Movistar Team MOV | Movistar Team MOV     | Movistar Team MOV |
| ----------------- | --------------------- | ----------------- |
| Num               | Coureur               | Pos               |
| 51                | Imanol Erviti (ESP)   | 62e               |
| 52                | Abner González (PUR)  | AB-3              |
| 53                | Vinicius Rangel (BRA) | 84e               |
| 54                | Antonio Pedrero (ESP) | 5e                |
| 55                | Gonzalo Serrano (ESP) | 36e               |
| 56                | Iván Sosa (COL)       | 49e               |

| Quick-Step Alpha Vinyl QST | Quick-Step Alpha Vinyl QST       | Quick-Step Alpha Vinyl QST |
| -------------------------- | -------------------------------- | -------------------------- |
| Num                        | Coureur                          | Pos                        |
| 61                         | Julian Alaphilippe (FRA) (route) | 16e                        |
| 62                         | Rémi Cavagna (FRA)               | 70e                        |
| 63                         | Dries Devenyns (BEL)             | 56e                        |
| 64                         | Stan Van Tricht (BEL)            | 72e                        |
| 65                         | Mauri Vansevenant (BEL)          | 8e                         |
| 66                         | Louis Vervaeke (BEL)             | AB-3                       |

| Trek-Segafredo TFS | Trek-Segafredo TFS       | Trek-Segafredo TFS |
| ------------------ | ------------------------ | ------------------ |
| Num                | Coureur                  | Pos                |
| 71                 | Julien Bernard (FRA)     | 13e                |
| 72                 | Gianluca Brambilla (ITA) | 9e                 |
| 73                 | Markus Hoelgaard (NOR)   | 32e                |
| 74                 | Alexander Kamp (DEN)     | 78e                |
| 75                 | Mattias Skjelmose (DEN)  | 2e                 |
| 76                 | Thibau Nys (BEL)         | 48e                |

| UAE Team Emirates UAD | UAE Team Emirates UAD      | UAE Team Emirates UAD |
| --------------------- | -------------------------- | --------------------- |
| Num                   | Coureur                    | Pos                   |
| 81                    | Andrés Camilo Ardila (COL) | AB-3                  |
| 82                    | George Bennett (NZL)       | 7e                    |
| 83                    | Arthur Kluckers (LUX)      | 69e                   |
| 84                    | Ryan Gibbons (RSA)         | 38e                   |
| 85                    | Felix Groß (GER)           | AB-3                  |
| 86                    | Joël Suter (SUI)           | AB-3                  |

| Arkéa-Samsic ARK | Arkéa-Samsic ARK         | Arkéa-Samsic ARK |
| ---------------- | ------------------------ | ---------------- |
| Num              | Coureur                  | Pos              |
| 91               | Anthony Delaplace (FRA)  | 10e              |
| 92               | Michel Ries (LUX)        | 61e              |
| 93               | Nicolas Edet (FRA)       | NP-3             |
| 94               | Élie Gesbert (FRA)       | 25e              |
| 95               | Simon Guglielmi (FRA)    | 27e              |
| 96               | Thibault Guernalec (FRA) | 43e              |

| B&B Hotels-KTM BBK | B&B Hotels-KTM BBK          | B&B Hotels-KTM BBK |
| ------------------ | --------------------------- | ------------------ |
| Num                | Coureur                     | Pos                |
| 101                | Pierre Barbier (FRA)        | NP-2               |
| 102                | Alan Boileau (FRA)          | 54e                |
| 103                | Maxime Chevalier (FRA)      | 28e                |
| 104                | Cyril Gautier (FRA)         | 65e                |
| 105                | Jonathan Hivert (FRA)       | AB-2               |
| 106                | Sebastian Schönberger (AUT) | AB-3               |

| Eolo-Kometa EOK | Eolo-Kometa EOK           | Eolo-Kometa EOK |
| --------------- | ------------------------- | --------------- |
| Num             | Coureur                   | Pos             |
| 111             | Simone Bevilacqua (ITA)   | AB-3            |
| 112             | Mark Christian (GBR)      | 59e             |
| 113             | Giovanni Lonardi (ITA)    | AB-3            |
| 114             | Alessandro Fancellu (ITA) | 12e             |
| 115             | Márton Dina (HUN)         | AB-3            |
| 116             | Alejandro Ropero (ESP)    | AB-3            |

| TotalEnergies TEN | TotalEnergies TEN        | TotalEnergies TEN |
| ----------------- | ------------------------ | ----------------- |
| Num               | Coureur                  | Pos               |
| 121               | Jérémy Cabot (FRA)       | 47e               |
| 122               | Alan Jousseaume (FRA)    | 34e               |
| 123               | Paul Ourselin (FRA)      | 19e               |
| 124               | Cristian Rodríguez (ESP) | 46e               |
| 125               | Geoffrey Soupe (FRA)     | AB-3              |
| 126               | Mattéo Vercher (FRA)     | 68e               |

| Astana Qazaqstan Development Team AQD | Astana Qazaqstan Development Team AQD | Astana Qazaqstan Development Team AQD |
| ------------------------------------- | ------------------------------------- | ------------------------------------- |
| Num                                   | Coureur                               | Pos                                   |
| 131                                   | Alexandre Vinokourov (KAZ)            | AB-3                                  |
| 132                                   | Nicolas Vinokourov (KAZ)              | 22e                                   |
| 133                                   | Daniil Pronskiy (KAZ)                 | 52e                                   |
| 134                                   | Andrey Remkhe (KAZ)                   | AB-3                                  |
| 135                                   | Orken Slamzhanov (KAZ)                | AB-3                                  |
| 136                                   | Nurbergen Nurlykhassym (KAZ)          | 82e                                   |

| Saint Michel-Auber 93 AUB | Saint Michel-Auber 93 AUB  | Saint Michel-Auber 93 AUB |
| ------------------------- | -------------------------- | ------------------------- |
| Num                       | Coureur                    | Pos                       |
| 141                       | Romain Cardis (FRA)        | 71e                       |
| 142                       | Nicolas Debeaumarché (FRA) | 40e                       |
| 143                       | Tony Hurel (FRA)           | AB-3                      |
| 144                       | Thomas Gachignard (FRA)    | 74e                       |
| 145                       | Stéphane Rossetto (FRA)    | 53e                       |
| 146                       | Jason Tesson (FRA)         | AB-3                      |

| Go Sport-Roubaix Lille Métropole GRL | Go Sport-Roubaix Lille Métropole GRL | Go Sport-Roubaix Lille Métropole GRL |
| ------------------------------------ | ------------------------------------ | ------------------------------------ |
| Num                                  | Coureur                              | Pos                                  |
| 151                                  | Clément Carisey (FRA)                | AB-3                                 |
| 152                                  | Maxime Jarnet (FRA)                  | 60e                                  |
| 153                                  | Evaldas Šiškevičius (LTU)            | AB-2                                 |
| 154                                  | Jérémy Leveau (FRA)                  | NP-3                                 |
| 155                                  | Maximilien Juillard (FRA)            | 29e                                  |
| 156                                  | Gwen Leclainche (FRA)                | 79e                                  |

| Nice Métropole Côte d'Azur NMC | Nice Métropole Côte d'Azur NMC | Nice Métropole Côte d'Azur NMC |
| ------------------------------ | ------------------------------ | ------------------------------ |
| Num                            | Coureur                        | Pos                            |
| 161                            | Julien Amadori (FRA)           | AB-3                           |
| 162                            | Kévin Besson (FRA)             | 66e                            |
| 163                            | Édouard Bonnefoix (FRA)        | 83e                            |
| 164                            | Mathis Lebeau (FRA)            | 85e                            |
| 165                            | Antoine Berlin (MON)           | 55e                            |
| 166                            | Andrea Mifsud                  |                                |

| Riwal Cycling Team RIW | Riwal Cycling Team RIW      | Riwal Cycling Team RIW |
| ---------------------- | --------------------------- | ---------------------- |
| Num                    | Coureur                     | Pos                    |
| 171                    | Lucas Eriksson (SWE)        | 33e                    |
| 172                    | Jacob Eriksson (SWE)        | AB-3                   |
| 173                    | Mathias Bregnhøj (DEN)      | 15e                    |
| 174                    | Loïc Bettendorff (LUX)      | AB-3                   |
| 175                    | Martijn Budding (NED)       | AB-2                   |
| 176                    | Kasper Viberg Søgaard (DEN) | HD-3                   |

| Team U Nantes Atlantique 194 | Team U Nantes Atlantique 194 | Team U Nantes Atlantique 194 |
| ---------------------------- | ---------------------------- | ---------------------------- |
| Num                          | Coureur                      | Pos                          |
| 181                          | Maël Guégan (FRA)            | 64e                          |
| 182                          | Jordan Jegat (FRA)           | 20e                          |
| 183                          | Yaël Joalland (FRA)          | 67e                          |
| 184                          | Mathias Le Turnier (FRA)     | 35e                          |
| 185                          | Axel Mariault (FRA)          | 17e                          |
| 186                          | Louis Richard (FRA)          | 26e                          |

| Allemagne espoirs GER | Allemagne espoirs GER | Allemagne espoirs GER |
| --------------------- | --------------------- | --------------------- |
| Num                   | Coureur               | Pos                   |
| 191                   | Pirmin Benz           | AB-3                  |
| 192                   | Luca Dreßler          | AB-2                  |
| 193                   | Pierre-Pascal Keup    | 73e                   |
| 194                   | Moritz Kretschy       | 63e                   |
| 195                   | Jannis Peter          | 45e                   |
| 196                   | Hannes Wilksch        | 23e                   |

| Lotto-Soudal LTS | Lotto-Soudal LTS        | Lotto-Soudal LTS |
| ---------------- | ----------------------- | ---------------- |
| Num              | Coureur                 | Pos              |
| 1                | Filippo Conca (ITA)     | 14e              |
| 2                | Sylvain Moniquet (BEL)  | AB-3             |
| 3                | Harry Sweeny (AUS)      | 21e              |
| 4                | Harm Vanhoucke (BEL)    | 57e              |
| 5                | Viktor Verschaeve (BEL) | 75e              |
| 6                | Tim Wellens (BEL)       | AB-3             |

| AG2R Citroën Team ACT | AG2R Citroën Team ACT        | AG2R Citroën Team ACT |
| --------------------- | ---------------------------- | --------------------- |
| Num                   | Coureur                      | Pos                   |
| 11                    | Geoffrey Bouchard (FRA)      | AB-3                  |
| 12                    | Lilian Calmejane (FRA)       | 18e                   |
| 13                    | Jaakko Hänninen (FIN)        | 4e                    |
| 14                    | Valentin Paret-Peintre (FRA) | 42e                   |
| 15                    | Nicolas Prodhomme (FRA)      | 41e                   |
| 16                    | Clément Venturini (FRA)      | 31e                   |

| Cofidis COF | Cofidis COF            | Cofidis COF |
| ----------- | ---------------------- | ----------- |
| Num         | Coureur                | Pos         |
| 21          | Guillaume Martin (FRA) | 1er         |
| 22          | Sander Armée (BEL)     | 80e         |
| 23          | François Bidard (FRA)  | 44e         |
| 24          | Rubén Fernández (ESP)  | 50e         |
| 25          | Jesús Herrada (ESP)    | 39e         |
| 26          | Rémy Rochas (FRA)      | 11e         |

| EF Education-EasyPost EFE | EF Education-EasyPost EFE  | EF Education-EasyPost EFE |
| ------------------------- | -------------------------- | ------------------------- |
| Num                       | Coureur                    | Pos                       |
| 31                        | Stefan Bissegger (SUI)     | 76e                       |
| 32                        | Odd Christian Eiking (NOR) | 24e                       |
| 33                        | Ben Healy (IRL)            | 30e                       |
| 34                        | Andrea Piccolo (ITA)       | 51e                       |
| 36                        | Julius van den Berg (NED)  | 77e                       |

| Groupama-FDJ GFC | Groupama-FDJ GFC            | Groupama-FDJ GFC |
| ---------------- | --------------------------- | ---------------- |
| Num              | Coureur                     | Pos              |
| 41               | Clément Davy (FRA)          | 86e              |
| 42               | Fabian Lienhard (SUI)       | 81e              |
| 43               | Rudy Molard (FRA)           | 3e               |
| 44               | Sébastien Reichenbach (SUI) | 6e               |
| 45               | Jake Stewart (GBR)          | 58e              |
| 46               | Lars van den Berg (NED)     | 37e              |

| Movistar Team MOV | Movistar Team MOV     | Movistar Team MOV |
| ----------------- | --------------------- | ----------------- |
| Num               | Coureur               | Pos               |
| 51                | Imanol Erviti (ESP)   | 62e               |
| 52                | Abner González (PUR)  | AB-3              |
| 53                | Vinicius Rangel (BRA) | 84e               |
| 54                | Antonio Pedrero (ESP) | 5e                |
| 55                | Gonzalo Serrano (ESP) | 36e               |
| 56                | Iván Sosa (COL)       | 49e               |

| Quick-Step Alpha Vinyl QST | Quick-Step Alpha Vinyl QST       | Quick-Step Alpha Vinyl QST |
| -------------------------- | -------------------------------- | -------------------------- |
| Num                        | Coureur                          | Pos                        |
| 61                         | Julian Alaphilippe (FRA) (route) | 16e                        |
| 62                         | Rémi Cavagna (FRA)               | 70e                        |
| 63                         | Dries Devenyns (BEL)             | 56e                        |
| 64                         | Stan Van Tricht (BEL)            | 72e                        |
| 65                         | Mauri Vansevenant (BEL)          | 8e                         |
| 66                         | Louis Vervaeke (BEL)             | AB-3                       |

| Trek-Segafredo TFS | Trek-Segafredo TFS       | Trek-Segafredo TFS |
| ------------------ | ------------------------ | ------------------ |
| Num                | Coureur                  | Pos                |
| 71                 | Julien Bernard (FRA)     | 13e                |
| 72                 | Gianluca Brambilla (ITA) | 9e                 |
| 73                 | Markus Hoelgaard (NOR)   | 32e                |
| 74                 | Alexander Kamp (DEN)     | 78e                |
| 75                 | Mattias Skjelmose (DEN)  | 2e                 |
| 76                 | Thibau Nys (BEL)         | 48e                |

| UAE Team Emirates UAD | UAE Team Emirates UAD      | UAE Team Emirates UAD |
| --------------------- | -------------------------- | --------------------- |
| Num                   | Coureur                    | Pos                   |
| 81                    | Andrés Camilo Ardila (COL) | AB-3                  |
| 82                    | George Bennett (NZL)       | 7e                    |
| 83                    | Arthur Kluckers (LUX)      | 69e                   |
| 84                    | Ryan Gibbons (RSA)         | 38e                   |
| 85                    | Felix Groß (GER)           | AB-3                  |
| 86                    | Joël Suter (SUI)           | AB-3                  |

| Arkéa-Samsic ARK | Arkéa-Samsic ARK         | Arkéa-Samsic ARK |
| ---------------- | ------------------------ | ---------------- |
| Num              | Coureur                  | Pos              |
| 91               | Anthony Delaplace (FRA)  | 10e              |
| 92               | Michel Ries (LUX)        | 61e              |
| 93               | Nicolas Edet (FRA)       | NP-3             |
| 94               | Élie Gesbert (FRA)       | 25e              |
| 95               | Simon Guglielmi (FRA)    | 27e              |
| 96               | Thibault Guernalec (FRA) | 43e              |

| B&B Hotels-KTM BBK | B&B Hotels-KTM BBK          | B&B Hotels-KTM BBK |
| ------------------ | --------------------------- | ------------------ |
| Num                | Coureur                     | Pos                |
| 101                | Pierre Barbier (FRA)        | NP-2               |
| 102                | Alan Boileau (FRA)          | 54e                |
| 103                | Maxime Chevalier (FRA)      | 28e                |
| 104                | Cyril Gautier (FRA)         | 65e                |
| 105                | Jonathan Hivert (FRA)       | AB-2               |
| 106                | Sebastian Schönberger (AUT) | AB-3               |

| Eolo-Kometa EOK | Eolo-Kometa EOK           | Eolo-Kometa EOK |
| --------------- | ------------------------- | --------------- |
| Num             | Coureur                   | Pos             |
| 111             | Simone Bevilacqua (ITA)   | AB-3            |
| 112             | Mark Christian (GBR)      | 59e             |
| 113             | Giovanni Lonardi (ITA)    | AB-3            |
| 114             | Alessandro Fancellu (ITA) | 12e             |
| 115             | Márton Dina (HUN)         | AB-3            |
| 116             | Alejandro Ropero (ESP)    | AB-3            |

| TotalEnergies TEN | TotalEnergies TEN        | TotalEnergies TEN |
| ----------------- | ------------------------ | ----------------- |
| Num               | Coureur                  | Pos               |
| 121               | Jérémy Cabot (FRA)       | 47e               |
| 122               | Alan Jousseaume (FRA)    | 34e               |
| 123               | Paul Ourselin (FRA)      | 19e               |
| 124               | Cristian Rodríguez (ESP) | 46e               |
| 125               | Geoffrey Soupe (FRA)     | AB-3              |
| 126               | Mattéo Vercher (FRA)     | 68e               |

| Astana Qazaqstan Development Team AQD | Astana Qazaqstan Development Team AQD | Astana Qazaqstan Development Team AQD |
| ------------------------------------- | ------------------------------------- | ------------------------------------- |
| Num                                   | Coureur                               | Pos                                   |
| 131                                   | Alexandre Vinokourov (KAZ)            | AB-3                                  |
| 132                                   | Nicolas Vinokourov (KAZ)              | 22e                                   |
| 133                                   | Daniil Pronskiy (KAZ)                 | 52e                                   |
| 134                                   | Andrey Remkhe (KAZ)                   | AB-3                                  |
| 135                                   | Orken Slamzhanov (KAZ)                | AB-3                                  |
| 136                                   | Nurbergen Nurlykhassym (KAZ)          | 82e                                   |

| Saint Michel-Auber 93 AUB | Saint Michel-Auber 93 AUB  | Saint Michel-Auber 93 AUB |
| ------------------------- | -------------------------- | ------------------------- |
| Num                       | Coureur                    | Pos                       |
| 141                       | Romain Cardis (FRA)        | 71e                       |
| 142                       | Nicolas Debeaumarché (FRA) | 40e                       |
| 143                       | Tony Hurel (FRA)           | AB-3                      |
| 144                       | Thomas Gachignard (FRA)    | 74e                       |
| 145                       | Stéphane Rossetto (FRA)    | 53e                       |
| 146                       | Jason Tesson (FRA)         | AB-3                      |

| Go Sport-Roubaix Lille Métropole GRL | Go Sport-Roubaix Lille Métropole GRL | Go Sport-Roubaix Lille Métropole GRL |
| ------------------------------------ | ------------------------------------ | ------------------------------------ |
| Num                                  | Coureur                              | Pos                                  |
| 151                                  | Clément Carisey (FRA)                | AB-3                                 |
| 152                                  | Maxime Jarnet (FRA)                  | 60e                                  |
| 153                                  | Evaldas Šiškevičius (LTU)            | AB-2                                 |
| 154                                  | Jérémy Leveau (FRA)                  | NP-3                                 |
| 155                                  | Maximilien Juillard (FRA)            | 29e                                  |
| 156                                  | Gwen Leclainche (FRA)                | 79e                                  |

| Nice Métropole Côte d'Azur NMC | Nice Métropole Côte d'Azur NMC | Nice Métropole Côte d'Azur NMC |
| ------------------------------ | ------------------------------ | ------------------------------ |
| Num                            | Coureur                        | Pos                            |
| 161                            | Julien Amadori (FRA)           | AB-3                           |
| 162                            | Kévin Besson (FRA)             | 66e                            |
| 163                            | Édouard Bonnefoix (FRA)        | 83e                            |
| 164                            | Mathis Lebeau (FRA)            | 85e                            |
| 165                            | Antoine Berlin (MON)           | 55e                            |
| 166                            | Andrea Mifsud                  |                                |

| Riwal Cycling Team RIW | Riwal Cycling Team RIW      | Riwal Cycling Team RIW |
| ---------------------- | --------------------------- | ---------------------- |
| Num                    | Coureur                     | Pos                    |
| 171                    | Lucas Eriksson (SWE)        | 33e                    |
| 172                    | Jacob Eriksson (SWE)        | AB-3                   |
| 173                    | Mathias Bregnhøj (DEN)      | 15e                    |
| 174                    | Loïc Bettendorff (LUX)      | AB-3                   |
| 175                    | Martijn Budding (NED)       | AB-2                   |
| 176                    | Kasper Viberg Søgaard (DEN) | HD-3                   |

| Team U Nantes Atlantique 194 | Team U Nantes Atlantique 194 | Team U Nantes Atlantique 194 |
| ---------------------------- | ---------------------------- | ---------------------------- |
| Num                          | Coureur                      | Pos                          |
| 181                          | Maël Guégan (FRA)            | 64e                          |
| 182                          | Jordan Jegat (FRA)           | 20e                          |
| 183                          | Yaël Joalland (FRA)          | 67e                          |
| 184                          | Mathias Le Turnier (FRA)     | 35e                          |
| 185                          | Axel Mariault (FRA)          | 17e                          |
| 186                          | Louis Richard (FRA)          | 26e                          |

| Allemagne espoirs GER | Allemagne espoirs GER | Allemagne espoirs GER |
| --------------------- | --------------------- | --------------------- |
| Num                   | Coureur               | Pos                   |
| 191                   | Pirmin Benz           | AB-3                  |
| 192                   | Luca Dreßler          | AB-2                  |
| 193                   | Pierre-Pascal Keup    | 73e                   |
| 194                   | Moritz Kretschy       | 63e                   |
| 195                   | Jannis Peter          | 45e                   |
| 196                   | Hannes Wilksch        | 23e                   |